# Macroglossum hunanensis
Macroglossum hunanensis är en fjärilsart som beskrevs av Chu och Wang 1980. Macroglossum hunanensis ingår i släktet Macroglossum och familjen svärmare. Inga underarter finns listade i Catalogue of Life.